# Rényi Kató-emlékdíj
A Rényi Kató-emlékdíj a Bolyai János Matematikai Társulat kitüntetése olyan 25. életévüket még be nem töltött fiatalok számára, akik még az alapdiplomájuk megszerzése előtt számottevő tudományos eredményt értek el a matematika területén.
A díj névadója Rényi Kató matematikus, az ELTE oktatója, aki jelentős gondot fordított a tehetséges matematikushallgatók képességeinek kibontakoztatására.

## Díjazottak
| Év   | Díjazott               | Egyetem, gimnázium                                  | Kutatási terület                                       |
| ---- | ---------------------- | --------------------------------------------------- | ------------------------------------------------------ |
| 1971 | Babai László           | ELTE harmadéves                                     | gráfelmélet                                            |
| 1971 | Berkes István          | ELTE ötödéves                                       | valószínűségszámítás                                   |
| 1971 | Deák Jenő              | ELTE ötödéves                                       | függvényelmélet                                        |
| 1971 | Névai Pál              | Leningrádi Tudományegyetem ötödéves                 | függvényelmélet                                        |
| 1971 | Pelikán József         | ELTE ötödéves                                       | kombinatorika, gráfelmélet                             |
| 1971 | Recski András          | ELTE ötödéves                                       | elektromos hálózatok, matroidelmélet                   |
| 1971 | Korchmáros Gábor       | ELTE ötödéves                                       | geometria                                              |
| 1971 | Ruzsa Z. Imre          | Fazekas M. Gyak. Gimn. IV.oszt.                     | számelmélet                                            |
| 1971 | Surányi László         | ELTE negyedéves                                     | gráfelmélet, kombinatorika                             |
| 1972 | Baranyai Zsolt         | ELTE ötödéves                                       | információelmélet                                      |
| 1972 | Elekes György          | ELTE ötödéves                                       | halmazelmélet                                          |
| 1972 | Reményi György         | ELTE ötödéves                                       | számelmélet                                            |
| 1972 | Turjányi Sándor        | KLTE ötödéves                                       | számelmélet                                            |
| 1973 | Nagy Zsigmond          | ELTE ötödéves                                       | kategóriaelmélet                                       |
| 1973 | Pintz János            | ELTE negyedéves                                     | függvényelmélet                                        |
| 1973 | Szűcs János            | Leningrádi Egyetem ötödéves                         | algebrai topológia                                     |
| 1973 | Joó István             | ELTE ötödéves                                       | approximációelmélet, sorelmélet                        |
| 1973 | Pethő Attila           | KLTE negyedéves                                     | diofantikus egyenletek                                 |
| 1973 | Rimán János            | KLTE ötödéves                                       |                                                        |
| 1973 | Simon Péter            | ELTE ötödéves                                       | absztrakt harmonikus analízis                          |
| 1973 | Vetier András          | ELTE ötödéves                                       | valószínűségszámítás                                   |
| 1974 | Frankl Péter           | ELTE harmadéves                                     | véges csoportok                                        |
| 1974 | Ruzsa Z. Imre          | ELTE harmadéves                                     | számelmélet                                            |
| 1974 | Beck József            | ELTE negyedéves                                     | információelmélet                                      |
| 1974 | Csörgő Piroska         | ELTE ötödéves                                       | csoportelmlet                                          |
| 1974 | Ésik Zoltán            | JATE ötödéves                                       | sztochasztika                                          |
| 1974 | Jakab Zsuzsa           | ELTE ötödéves                                       | halmazelmélet                                          |
| 1974 | Mérő László            | ELTE ötödéves                                       |                                                        |
| 1974 | Somorjai Gábor         | ELTE ötödéves                                       | interpolációs eljárások                                |
| 1974 | Székelyhidi László     | KLTE ötödéves                                       | függvényelmélet                                        |
| 1975 | Beck József            | ELTE V.éves                                         | hipergráfok                                            |
| 1975 | Papp Zoltán            | KLTE V.éves                                         | diofantikus egyenletek                                 |
| 1975 | Terjéki József         | JATE V.éves                                         | differenciálegyenletek                                 |
| 1975 | Hárs László            | ELTE V.éves                                         | geometria                                              |
| 1975 | Komjáth Péter          | ELTE IV.éves                                        | halmazelmélet                                          |
| 1975 | Pál Jenő               | ELTE V.éves                                         | számelmélet                                            |
| 1975 | Szendrei Ágnes         | JATE IV.éves                                        | kategórialemélet, hálóelmélet                          |
| 1976 | Komjáth Péter          | ELTE ötödéves                                       | kombinatorikus halmazelmélet                           |
| 1976 | Balogh Zoltán          | KLTE IV.éves                                        | topológia                                              |
| 1976 | Bosznay Ádám           | ELTE V.éves                                         | approximációelmélet                                    |
| 1976 | Bui Minh Phong         | Egri Tanárképző Főisk. IV.éves                      | számelmélet                                            |
| 1976 | Czédli Gábor           | JATE IV.éves                                        | moduláris hálók varietásai                             |
| 1976 | Győri Ervin            | ELTE IV.éves                                        | gráfelmélet                                            |
| 1976 | Szendrei Mária         | JATE V.éves                                         | félcsoportelmélet                                      |
| 1976 | Tóth Gábor             | ELTE IV.éves                                        | differenciálegyenlet-rendszerek                        |
| 1976 | Totik Vilmos           | JATE III.éves                                       | függvényelmélet                                        |
| 1976 | Ury László             | ELTE IV.éves                                        | dimenzióelmélet, metrizáció                            |
| 1977 | Balogh Zoltán          | KLTE V.éves                                         | topológia                                              |
| 1977 | Kollár János           | ELTE II.éves                                        | univerzális algebrák                                   |
| 1977 | Pálfy Péter Pál        | ELTE IV.éves                                        | véges csoportok                                        |
| 1977 | Pham Ngoc Anh          | ELTE IV.éves                                        | lineárisan kompakt gyűrűk                              |
| 1978 | Füredi Zoltán          | ELTE V.éves                                         | kombinatorika                                          |
| 1978 | Kiss Emil              | ELTE IV.éves                                        | gyűrűelmélet                                           |
| 1978 | Pálfy Péter Pál        | ELTE V.éves                                         | univ. algebrák elm., statisztikus csoportelm.          |
| 1978 | Pham Ngoc Anh          | ELTE V.éves                                         | gyűrűelmélet                                           |
| 1978 | Totik Vilmos           | JATE V.éves                                         | sorelmélet                                             |
| 1978 | Stépán Gábor           | BME Gépészm. Kar V.éves                             | műszaki problémák mat. megoldása                       |
| 1979 | nincs kiadva           |                                                     |                                                        |
| 1980 | Horváth Lajos          | JATE IV.éves                                        | valószínűségszámítás, mat. statisztika                 |
| 1980 | Páles Zsolt            | KLTE V.éves                                         | egyenlőtlenségek, függvényegyenletek                   |
| 1981 | Balog Antal            | ELTE V.éves                                         | számelméleti függvények, prímszámok                    |
| 1981 | Krisztin Tibor         | JATE V.éves                                         | funkcionál-differenciálegyenletek                      |
| 1981 | Bezdek András          | ELTE V.éves                                         | diszkrét geometria                                     |
| 1981 | Fridli Sándor          | ELTE V.éves                                         | approximációelmélet                                    |
| 1981 | Illés Ágnes            | ELTE V.éves                                         | körelhelyezési problémák                               |
| 1981 | Tran Viet Trung        | ELTE V.éves                                         |                                                        |
| 1982 | Magyar Zoltán          | ELTE IV.éves                                        | algebra                                                |
| 1982 | Révész Szilárd György  | ELTE V.éves                                         | prímek                                                 |
| 1982 | Miklós Dezső           | ELTE V.éves                                         | kombinatorika                                          |
| 1982 | Nguyen Van Loi         | ELTE V.éves                                         | gyűrűelmélet                                           |
| 1982 | Szabó Kálmán           | KLTE V.éves                                         | differenciálegyenletek                                 |
| 1983 | nincs kiadva           |                                                     |                                                        |
| 1984 | Gaál István            | KLTE V.éves                                         | diofantikus egyenletek                                 |
| 1984 | Kozma László           | KLTE V.éves                                         | Finsler típusú konnexiók                               |
| 1984 | Szegedy Márió          | ELTE IV.éves                                        | gráfelmélet                                            |
| 1984 | Zádori László          | JATE V.éves                                         | halmazelmélet                                          |
| 1985 | Buczolich Zoltán       | ELTE V.éves                                         | függvénytan                                            |
| 1985 | Erdélyi Tamás          | ELTE V.éves                                         | polinomok                                              |
| 1985 | Kovács Zoltán          | KLTE V.éves                                         |                                                        |
| 1985 | Pintér Ferenc          | ELTE V.éves                                         | függvénytan                                            |
| 1985 | Wierdl Máté            | ELTE V.éves                                         | függvénytan, számelmélet                               |
| 1986 | Szenes András          | ELTE V.éves                                         | halmazelmélet                                          |
| 1986 | Tardos Gábor           | ELTE IV.éves                                        | halmazelmélet, gráfelmlet                              |
| 1987 | Doung Tan Thanh        | ELTE végzett                                        | topologia                                              |
| 1987 | Szabó Tamás            | KLTE végzett                                        | függvényegyenlet                                       |
| 1988 | nincs kiadva           |                                                     |                                                        |
| 1989 | nincs kiadva           |                                                     |                                                        |
| 1990 | nincs kiadva           |                                                     |                                                        |
| 1991 | Kós Géza               | ELTE végzett                                        | analitikus számelmélet                                 |
| 1991 | Makay Géza             | JATE végzett                                        | differenciálegyenletek                                 |
| 1991 | Pintér Ákos            | KLTE végzett                                        | függvénytan                                            |
| 1991 | Boros Zoltán           | KLTE végzett                                        | sorozatok                                              |
| 1991 | Jordán Tibor           | ELTE végzett                                        | kombinatorikus optimalizálás                           |
| 1991 | ifj. Katona Gyula      | ELTE végzett                                        | algoritmikus gráfelmélet                               |
| 1991 | Montágh Balázs         | ELTE végzett                                        | algebrai struktúrák, gráfelmélet                       |
| 1991 | Muzsnay Zoltán         | KLTE V.éves                                         | differenciálgeometria                                  |
| 1991 | Frank Strzyzewsky      | BME végzett                                         | algoritmusok matematikai elmélete                      |
| 1992 | Bíró András            | ELTE III.éves                                       | hatványösszegek                                        |
| 1992 | Domokos Mátyás         | ELTE V.éves                                         | involúciógyűrűk                                        |
| 1992 | Bóna Miklós            | ELTE V.éves                                         | algebrai geometria                                     |
| 1992 | Hajdu Lajos            | KLTE V.éves                                         |                                                        |
| 1992 | Sziklai Péter          | ELTE V.éves                                         | geometria                                              |
| 1992 | Vu Ha Van              | ELTE III.éves                                       | extremális halmazrendszerek                            |
| 1993 | Benczúr András         | ELTE V.éves                                         | kombinatorikus optimalizálás                           |
| 1993 | Keleti Tamás           | ELTE V.éves                                         | "hegymászási probléma"                                 |
| 1993 | Vályi Sándor           | KLTE V.éves                                         | halmazelmélet, logika                                  |
| 1994 | Hausel Tamás           | ELTE IV.éves                                        | gömbök pakolása, konvex terek                          |
| 1994 | Vu Ha Van              | ELTE V.éves                                         | extremális halmazrendszerek                            |
| 1994 | Harcos Gergely         | ELTE III.éves                                       | hatványösszegek                                        |
| 1994 | Lévai Levente          | ELTE V.éves                                         | csoportelmélet, komputer-algebra, Lie-csoportok        |
| 1995 | Balogh József          | JATE V.éves                                         | kódoláselmélet                                         |
| 1995 | Battyányi Péter        | KLTE IV.éves                                        | funkcionálanalízis, algebra                            |
| 1995 | Nagy Gábor             | JATE V.éves                                         | algebrai geometria                                     |
| 1996 | Bérczes Attila         | KLTE végzett                                        | irreducibilis polinomok                                |
| 1997 | Pete Gábor             | JATE IV.éves                                        | sakktábla-feladat                                      |
| 1997 | Szegedy Balázs         | ELTE V.éves                                         | véges csoportok elmélete                               |
| 1997 | Horváth Márta          | BME végzett                                         | statisztikus alakfelismerés, empirikus alakfelismerés  |
| 1998 | Győry Máté             | KLTE végzett                                        |                                                        |
| 1999 | Csörnyei Marianna      |                                                     | valós függvénytan                                      |
| 1999 | Megyesi Zoltán Kristóf |                                                     | valószínűségszámítás, matematikai statisztika          |
| 1999 | Rakaczki Csaba         |                                                     | diofantoszi egyenletek                                 |
| 1999 | Tengely Szabolcs       |                                                     | diofantoszi egyenletek                                 |
| 2000 | Valkó Benedek          |                                                     | összegsorozatok,                                       |
| 2000 | Braun Gábor            |                                                     | kombinatorika, algebra                                 |
| 2000 | Mann Zoltán            |                                                     | gráfelmélet, kriptográfia                              |
| 2001 | Barczy Mátyás          | DE doktorandusz                                     | valószínűségi mértékek                                 |
| 2001 | Gyarmati Katalin       | ELTE doktorandusz                                   | diofantoszi egyenletek                                 |
| 2001 | Kun Gábor              | ELTE IV.éves                                        | algebra                                                |
| 2001 | Nyul Gábor             | DE IV.éves                                          | negyedfokú számtestek                                  |
| 2002 | Kun Gábor              | ELTE IV.éves                                        | halmazelmélet                                          |
| 2002 | Mátrai Tamás           | ELTE végzett                                        | differenciafüggvények                                  |
| 2002 | Bérczi Gergely         | ELTE IV.éves                                        | szingularitások, sorozatok                             |
| 2002 | Lippner Gábor          | ELTE IV.éves                                        | konvex halmazok, inverzióelmélet                       |
| 2002 | Szabó Jácint           | ELTE végzett                                        | gráfok                                                 |
| 2003 | Juhász András          | ELTE V.éves                                         | Whitney-esernyő                                        |
| 2003 | Nyul Gábor             | DE végzett                                          | algebra                                                |
| 2003 | Szűcs Gábor            | SZTE végzett                                        | matematikai statisztika határeloszlásainak témája      |
| 2003 | Hartmann Miklós        | SZTE végzett                                        | csoportelmélet                                         |
| 2003 | Katona Zsolt           | ELTE végzett                                        | halmazrendszerek                                       |
| 2004 | Varjú Péter            | SZTE IV.éves                                        | számtani sorozatok                                     |
| 2004 | Vértesi Vera           | ELTE V.éves                                         | véges mátrixgyűrűk, hipergráfok                        |
| 2004 | Kalmár Boldizsár       | ELTE V.éves                                         | Morse-függvények                                       |
| 2005 | Glavosits Tamás        | DE végzett                                          | relációk különböző tulajdonságai                       |
| 2006 | Ambrus Gergely         | SZTE végzett                                        | gráfok                                                 |
| 2006 | Patakfalvi Zsolt       | ELTE végzett                                        | gráfok                                                 |
| 2006 | Pósfai Anna            | SZTE végzett                                        | kupongyűjtési feladat                                  |
| 2007 | Harangi Viktor         | ELTE végzett                                        | periodikus függvények                                  |
| 2007 | Kevei Péter            | SZTE végzett                                        | autokatalikus reakciók mat. modellje                   |
| 2008 | Komjáthy Júlia         | BME végzett                                         | zero range folyamatok                                  |
| 2008 | Szőllősi Ferenc        | BME végzett                                         | komplex Hadamard-mátrixok                              |
| 2008 | Tóth Ágnes             | BME végzett                                         | gráfok                                                 |
| 2008 | Kovács Tünde           | DE végzett                                          | diofantoszi egyenletek                                 |
| 2008 | Pluhár Gabriella       | ELTE V.éves                                         | univerzális algebra                                    |
| 2009 | Maga Péter             | ELTE végzett                                        | valós függvénytan                                      |
| 2010 | Szokol Patrícia Ágnes  | DE végzett                                          | kvantummechanikai struktúrák                           |
| 2011 | Nagy Ábris             |                                                     | konvex geometria, differenciálgeometria                |
| 2011 | Soukup Dániel Tamás    |                                                     | halmazelméleti topologia                               |
| 2011 | Rábai Zsolt            |                                                     | diofantoszi egyenletek elmélete, differenciálgeometria |
| 2011 | Varga Nóra             |                                                     | diofantoszi egyenletek elmélete                        |
| 2012 | nincs kiadva           |                                                     |                                                        |
| 2013 | Kunos Ádám             | SZTE mat.mesterszak                                 |                                                        |
| 2013 | Szikszai Márton        | DE Doktori Iskola                                   |                                                        |
| 2013 | Vizi Zsolt             | SZTE Doktori Iskola                                 |                                                        |
| 2014 | Backhausz Tibor        | ELTE végzett matematikus, MSc szakos                | elliptikus görbék                                      |
| 2014 | Nagy T. Dániel         | ELTE végzett matematikus, MSc szakos                | halmazelmélet                                          |
| 2014 | Bartha Zsolt           | BME végzett matematikus, MSc szakos                 |                                                        |
| 2014 | Mihálka Éva Zsuzsanna  | ELTE elsőéves matematikus MSc szakos                |                                                        |
| 2014 | Popovics Anna Bella    | DE végzett matematikus MSc szakos                   |                                                        |
| 2015 | Bodor Bertalan         | ELTE végzett matematikus, MSc szakos                |                                                        |
| 2015 | Kovács István          | BME végzett matematikus, MSc szakos                 |                                                        |
| 2015 | Mészáros András        | ELTE végzett matematikus, MSc szakos                |                                                        |
| 2016 | Remete László          | DE II. éves matematikus, MSc szakos                 |                                                        |
| 2016 | Szabó Gréta            | DE II. éves alkalmazott matematikus, MSC szakos     |                                                        |
| 2017 | Maga Balázs            | ELTE matematikus MSc szakos                         |                                                        |
| 2017 | Konkoly Ágnes          | DE végzett programtervező informatikus              |                                                        |
| 2018 | Arnóczki Tímea         | DE Matematika- és Számítástudományok Doktori Iskola |                                                        |
| 2018 | Papp Ágoston           | DE matematikus MSc                                  |                                                        |
| 2019 | Pénzes Evelin          | DE Alkalmazott matematikus MSc                      |                                                        |